# Sankt Elias kyrka, Helsingfors
Sankt Elias kyrka, (finska: Pyhän Eliaan kirkko) också kallad Profeten Elias kyrka (Profeetta Elian kirkko) eller Kyrkogårdskyrkan, (Hautausmaan kirkko) är en finsk-ortodox kyrkobyggnad belägen vid Lappviksvägen 2, i staden Helsingfors i landskapet Nyland, i södra Finland.
Kyrkan är helgad åt den israelitiske profeten Elia och dess föreståndare är Juha Hirvonen.

## Historik
Sankt Elias kyrka i Helsingfors invigdes den 28 september 1958 och den ritades av arkitekt Ivan Kudriavzew.

## Kapell
Ett litet stenkast bort från kyrkan finns ett kapell som också är upkallat efter profeten Elia, som stod färdigt 1851.

## Bilder

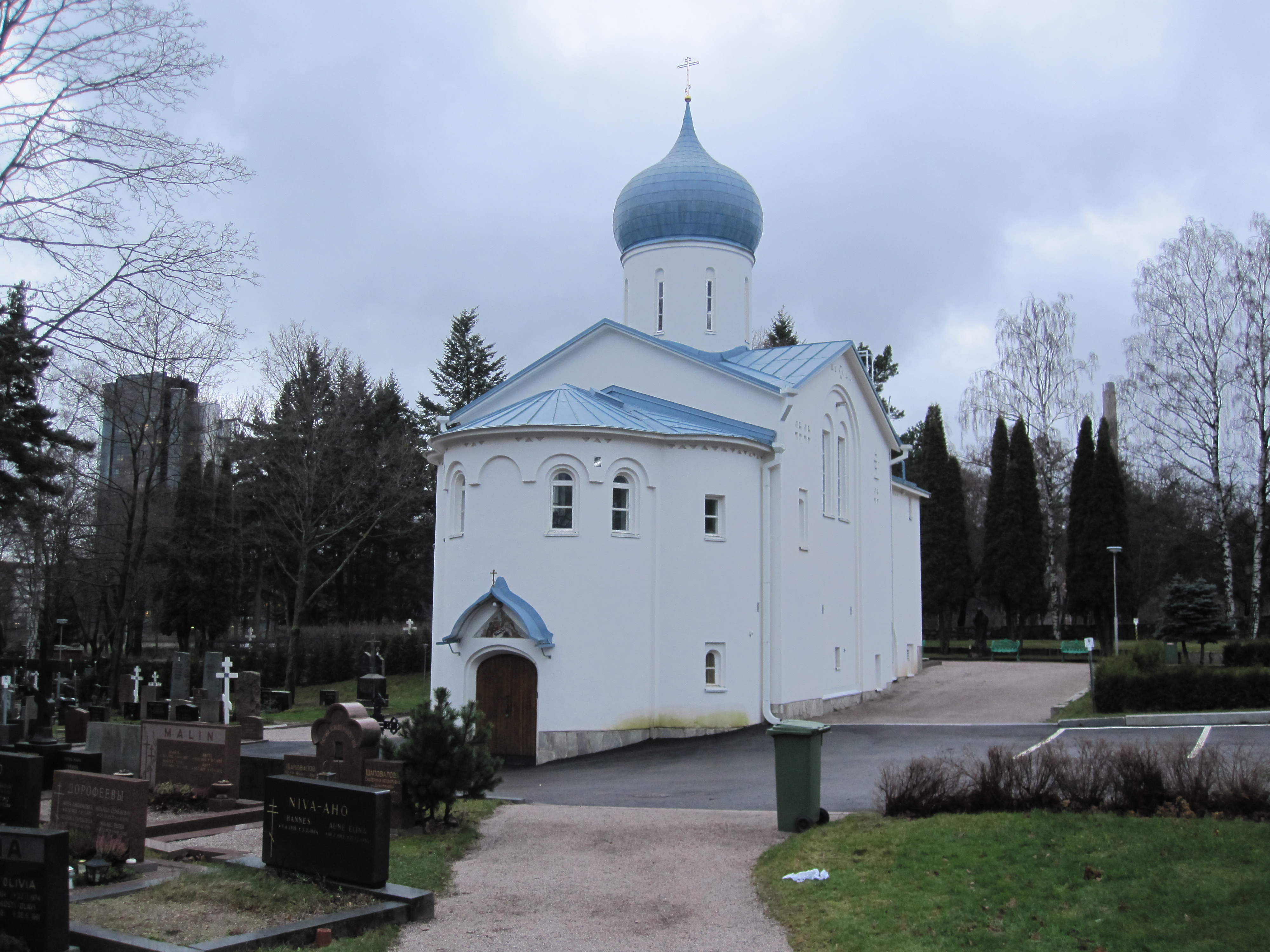
Absiden
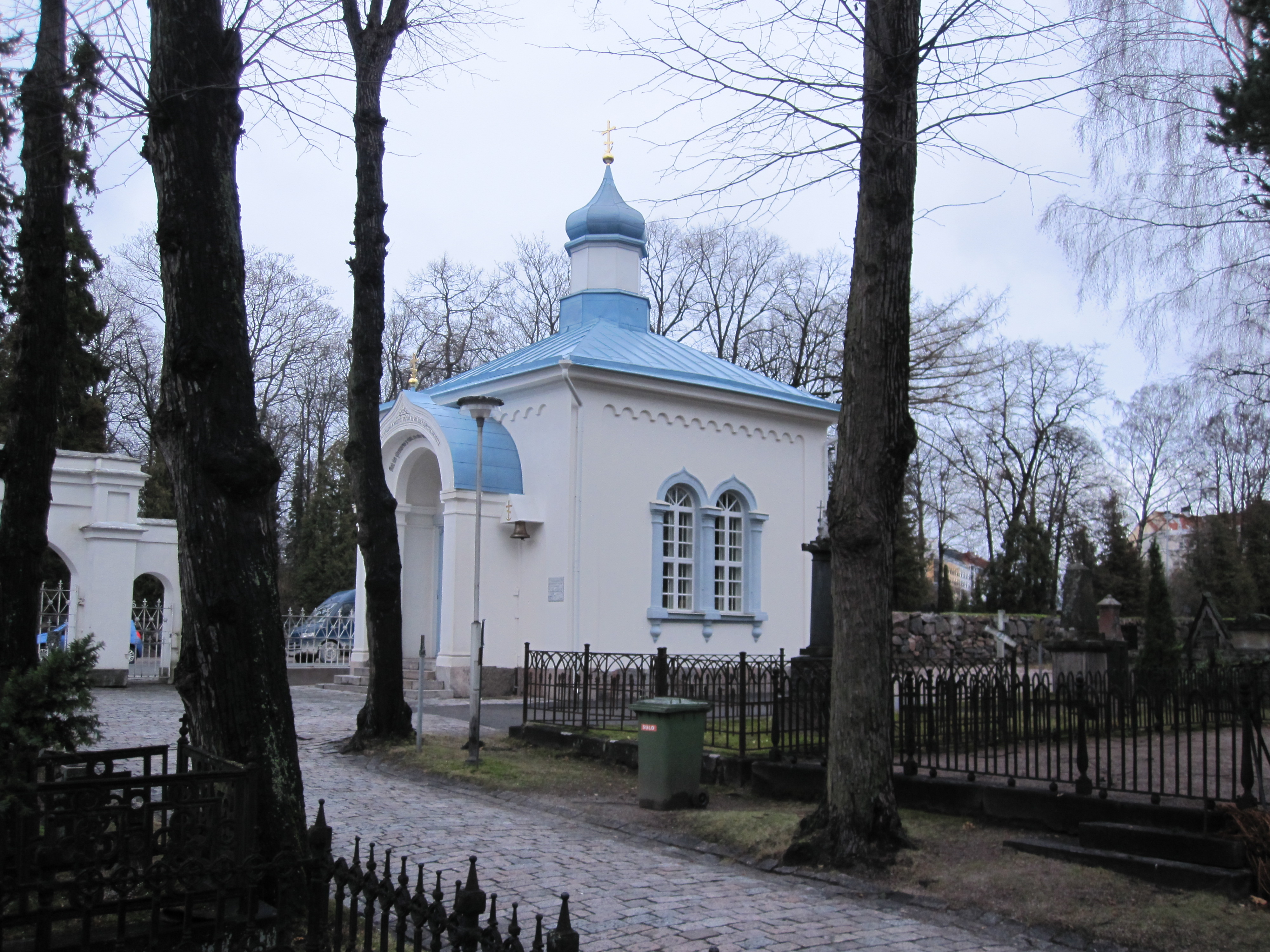
Kapellet.